# 鳥インフルエンザ

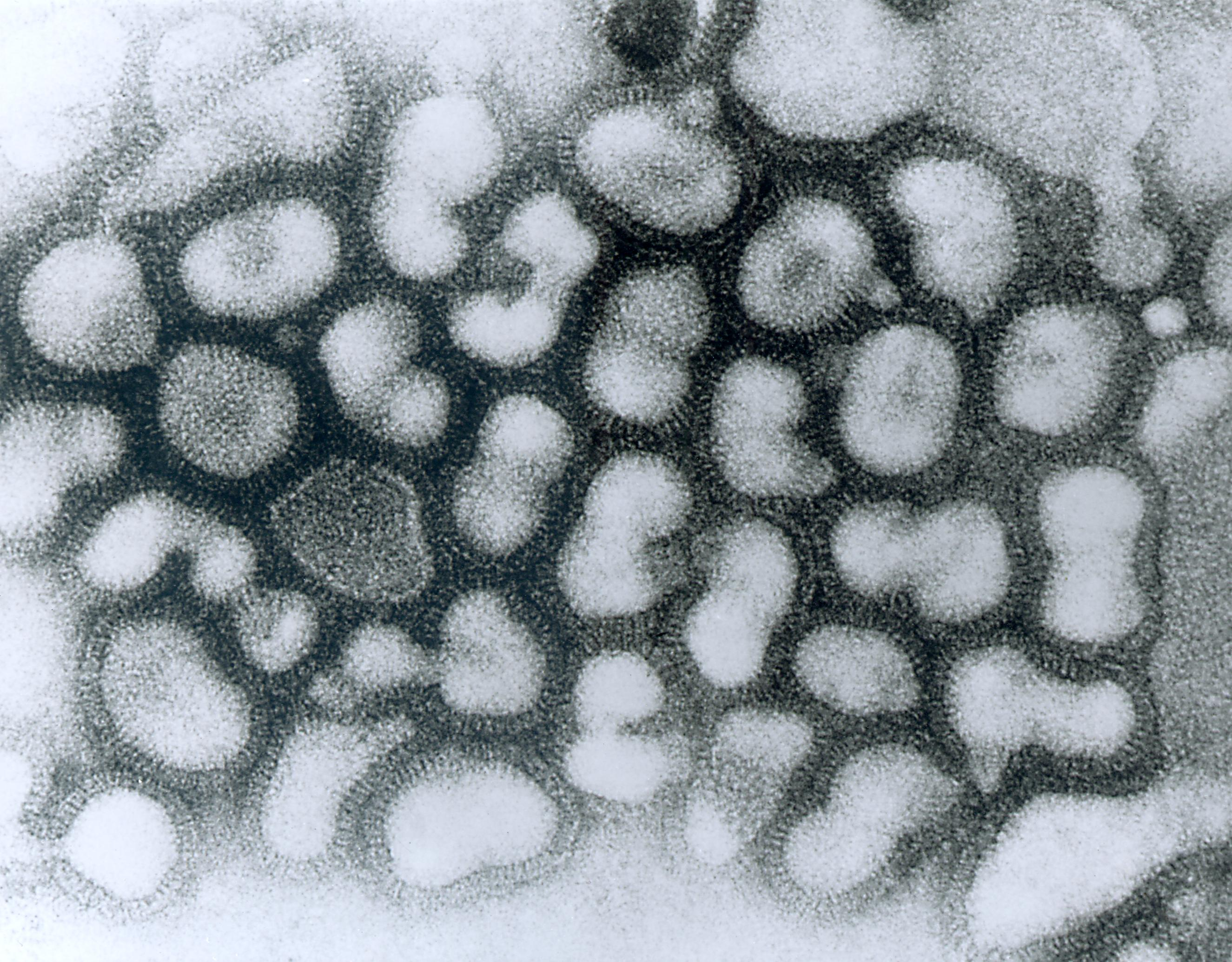
高病原性鳥インフルエンザウイルス
長期間継代培養した鳥インフルエンザウイルスの透過電子顕微鏡像。 (ソース: Dr. Erskine Palmer, Centers for Disease Control and Prevention Public Health Image Library)

A型インフルエンザウイルスによる鳥の感染症を鳥インフルエンザ（とりインフルエンザ、英語: Avian influenza, Avian flu, bird flu）と呼び、その鳥インフルエンザウイルスがヒトやその他の動物に感染した場合も鳥インフルエンザと呼ばれる。
トリインフルエンザとも表記される。また、鳥インフルとも略称されることがある。なお俗に、これらの原因となる鳥インフルエンザウイルスのことを略して鳥インフルエンザと呼ぶこともある。

## 概要
A型インフルエンザウイルスのHAには16種類（H1 - H16）、NAには9種類（N1 - N9）ある。この組み合わせでH1N1 - H16N9の144種類の亜型が存在し、水禽類（水鳥）にはすべての亜型が確認されている。
すべてのA型インフルエンザの起源をたどれば水鳥に行きつく。ヒトが感染するA型インフルエンザウイルスは、水鳥に感染するも病原性を示さないウイルスが起源だったと考えられている。
水禽類（水鳥）の腸管で増殖し、水鳥間では（水中の）糞を媒介に感染する。水鳥は、通常低病原性鳥インフルエンザウイルスを腸管に保有しており、感染しても発症することはほぼない。しかし、水鳥が感染していたウイルスが野鳥などを通して、家禽類のニワトリ・ウズラ・七面鳥などに感染し、家禽集団の中で変異を繰り返すうちに、非常に高い病原性を発症させるといわれる。このようなタイプを高病原性鳥インフルエンザ（HPAI）と呼び、世界中の養鶏産業にとって脅威となっている。高病原性鳥インフルエンザに感染した鶏は、死亡するまでに早ければ1-2日、遅ければ5-9日。感染した家禽はほぼ100％が死亡する。
WOAH（世界動物保健機関）によると、2005年から2023年（4月26日現在）の間に、高病原性鳥インフルエンザで殺処分された鶏などの家禽数は、4億4,800万羽という。
ウイルスの病原性は、WOAHの定める判定基準に従って判定される。日本国内の家畜伝染病予防法では、鳥インフルエンザのうち、ウイルスの亜型に関わらず病原性の高い株による感染症を高病原性鳥インフルエンザ（HPAI）、病原性は低いがH5もしくはH7亜型である株による感染症を低病原性鳥インフルエンザ（LPAI）としてそれぞれ法定伝染病に、H5およびH7亜型以外のものを鳥インフルエンザとして届出伝染病に指定して区別している。

## 伝染
鳥インフルエンザはヒトや豚、キツネ、タヌキ、猫などの哺乳類、カラスなどの野鳥、また、多くの鶏舎に生息するネズミなど多くの動物に感染する。鶏舎などの家禽飼養施設ではウイルスの侵入を防ぐためにウィンドウレス（無窓）鶏舎が使用されることが多いが、ウィンドウレスであっても除糞ベルトや集卵ベルトの出入り口からイタチや猫が侵入する。イタチもまた鳥インフルエンザウイルスに感受性がある。ウイルス侵入を100 %防ぐことはできず、家禽農場におけるバイオセキュリティの強化は感染リスクを低減はするが、排除はしないと言われる。
ハエもまた鳥インフルエンザウイルスを媒介することが指摘されている。

## 低病原性から高病原性への変異
高病原性鳥インフルエンザはもともと「家禽ペスト」の名前で呼ばれていた。高病原性鳥インフルエンザは通常家禽の病気であり、野生では発生しない。家禽間で発生した高病原性鳥インフルエンザが、野鳥を通して世界中に広まった。1924年にOIE（現WOAH）が設立されてから、診断で陽性が出れば全群を殺処分、消毒する摘発淘汰戦略が確立されて今に至る。
高病原性鳥インフルエンザ（H5N1 型）が初めて分離されたのは、1959年にスコットランドの農場の鶏の間である。H5N1 型が家禽から野鳥に感染し始めたのは 2005年になってからであり、野鳥がそれをアメリカ大陸に持ち込むまでにはさらに 16年かかり、養鶏場で再び感染が広がり始めた。近年は、渡り鳥の飛来シーズンではない夏季の発生もみられることから環境中にウイルスが常在化していると考えられる。
高病原性鳥インフルエンザの発生様式は、野鳥で循環し、野鳥と共存して通常害を及ぼさない低病原性鳥インフルエンザが、家禽農場に侵入して家禽の中で循環伝播を繰り返すうちに毒性の強い高病原性鳥インフルエンザに変異するという機序である。家禽の間で発生した高病原性鳥インフルエンザウイルス株は1959年から2020年の間に44種類が確認されている。1996年までは、家禽間で散発的に発生した高病原性鳥インフルエンザを、淘汰でコントロールできていた。しかし、44種類のうちの一種類であるGs/GDが家禽から野鳥へ再感染する能力を獲得し、他の43種類を凌ぐ生物学的影響を与えることになり、2005年以降感染爆発が起こっている。2025年は米国だけで産卵鶏3000万羽以上が殺処分された。最近まで渡り鳥がウィルスを運んでくると警戒されていたが、現在では地元の野鳥に常在化していると言われる。Gs/GD系統のH5亜型高病原性鳥インフルエンザは、既に高病原性化したウイルスが家禽や家禽関連物品の移動、さらに野鳥への伝播などで拡散している。
家禽農場は病気が蔓延しやすい環境を作り出し新たな適応経路を提供する可能性がある。野鳥はウイルスを伝染させるが、農場はウイルスを増幅させることが懸念されている。国連の⿃インフルエンザと野⿃に関する科学タスクフォースなどによると、高病原性鳥インフルエンザ（HPAI）は家禽産業で発生した。世界中の家禽⽣産量は過去50年間で⼤幅に増加しており、工場型で飼養羽数が高く、⾼密度環境で家禽飼育が⾏われている場所では高病原性鳥インフルエンザのリスクが⾼くなる。飼養羽数規模に応じて鳥インフルエンザ発生は増加し、羽数の少ない群れは感染率が減少する。

## 人への感染とパンデミックリスク
人を含む哺乳類への感染能力を高めうる適応過程にあることを示す鳥インフルエンザウィルスの系統が認められており、今後、ヒトの間で感染（ヒト-ヒト感染）する能力を持つウイルスが生まれ、新型インフルエンザが発生し、爆発的感染（パンデミック）を引き起こす可能性が指摘されている。
人への感染例は一般的ではないとされるものの、2024年の報告によると、H5N1鳥インフルエンザ発症例は2003年11月以降904名（うち死亡者464名）、H7N9鳥インフルエンザは2013年3月以降、2022年5月6日時点で1568名（うち少なくとも616名死亡）となっている。また、H9N2型鳥インフルエンザに98人が感染し、うち2人が死亡した例、H10N3型のヒト感染による重症化事例などがある。そのほか、鳥インフルエンザ発生の採卵養鶏場における鶏殺処分作業において9名の感染が確認されたり、家禽市場近隣の住民が鳥インフルエンザに感染したり、養鶏場で発生した鳥インフルエンザにヒトが感染して死亡するなどといった、家禽と接触した人間への感染、発病、死亡例も報告される。
感染者の死亡率は1997年の流行では30 %であったが、2004年の流行では60 - 70 %と、極めて毒性が強力に変異している。ただし、これらの死亡率は血清学的調査が行われていないため、本来の意味としての「死亡率」とは異なると指摘する専門家もいる。2024年7月にはアメリカコロラド州の養鶏場従業員約70人が鳥インフルエンザの症状を発症したと報告された。これは、これまでで最大の感染拡大だとされる。同年、これまで感染例のなかったH5N2型鳥インフルエンザへ感染し死亡した例が報告された。また同年には、ウィルスへの変異により最近の株は空気感染の可能性があること、またヒト－ヒト感染が疑われる事例も報告されている。
2022年にスペインの毛皮用ミンク農場のミンクから分離されたH5N1鳥インフルエンザウイルスに変異が認められた。また、同年カナダの野生のアカギツネ、スカンク、ミンクから分離されたH5N1の40株全ても変異が認められ、そのうち17 %は、哺乳類への適応変異が認められた。2023年以降は、乳牛など、哺乳類での鳥インフルエンザへの感染報告が相次いでいる。
2024年、アメリカ12州で乳牛への鳥インフルエンザ感染を確認。回復しない乳牛の殺処分も行われた。感染牛の生乳からも非常に高濃度のH5N1ウイルスが検出された（その後の研究で、生乳を飲んだマウスから鳥インフルエンザに感染することが明らかになった）。続いて行われた研究では生乳の殺菌方法として低温長時間殺菌法ではなく高温短時間殺菌法を用いた場合、H5N1ウイルスは大幅に減少したものの完全に不活性化させることはできなかった。2024年11月には、カリフォルニアで販売された生乳から鳥インフルエンザウイルスが発見され、販売会社は牛乳製品のリコールを発表した。また、牛を介したと考えられる酪農従事者ら人への鳥インフルエンザ感染が確認されており、H5N1に感染した乳牛に接触した農場労働者の7 %に感染を示唆する抗体があったことが示された。酪農従事者の検査の過程で過去に感染した痕跡（抗体）がみつかっており、実際の感染者数は把握できているよりも多いと言われる。なお、乳牛への感染も今回だけでなく、2、3年前から続いている可能性もあるという。2024年には、テキサス州9都市の廃水からもH5N1鳥インフルエンザが同定された。酪農におけるH5N1拡散に空気と廃水が寄与する可能性が指摘されている。酪農でのH5N1拡散をうけ、アメリカ疾病予防管理センターは州の公衆衛生当局に人に感染した場合の対応の準備をするように通知を出し、カリフォルニア州は非常事態宣言を出した。

2024年4月、世界保健機関（WHO）は、人間から人間に感染する能力を備えているとして、人間を含む他の種におけるH5N1型鳥インフルエンザ感染の拡大が拡大していることに重大な懸念を表明した。過去15カ月で889人の感染者のうち死亡者は52パーセントに達しているという。

## ヒトインフルエンザとの関係
ヒトインフルエンザで、現在まで流行を繰り返してきたA型インフルエンザは、(H1, H2, H3) × (N1, N2) である（ヒトには、B型・C型も感染する）。その他、家畜のブタ・ウマ・ミンク、野生のアザラシ・クジラの感染が知られている。ヒトに感染するタイプのウイルスは、水鳥起源のウイルスがブタに感染し、ブタの体内でウイルスが変異（交差）したという仮説があり、遺伝子 (RNA) 解読による進化系統分析の裏付け研究がなされている。米国の研究では、牛が豚インフルエンザ、及びヒトの季節性インフルエンザ株にも感受性があることが判明しており、牛の体内で異なる種のウイルスが再集合し、人間に脅威を与える可能性のある新型インフルエンザが出現する可能性も懸念される。
H5N1型の鳥インフルエンザウイルスは、鳥から鳥に感染するものであり、まれに人に感染することがあるが、ヒトインフルエンザウイルスと異なり、ヒトからヒトへの感染拡大は確認されていない。しかし、鳥インフルエンザウイルスの感染が広域化・長期化しているため、豚やヒトの体内で突然変異する危険性が高まっている。多くのウイルス学者らは、ヒト新型インフルエンザの発生が15 - 20年の周期で起きる可能性をすでに1980年代後半から示唆しており、最後の新型インフルエンザ発生にあたる1977年のソ連かぜから20年後に発生した香港鳥インフルエンザが新型ヒトインフルエンザとして大流行する危険性を指摘している。世界保健機関 (WHO) も、香港1997年型の発生直後から、鳥インフルエンザの監視体勢を強化しており、2005年には世界各地で流行している鳥インフルエンザが、いつ突然変異で新型ヒトインフルエンザになって世界的な大流行（パンデミック）を起こしてもおかしくないと警告している。そうなった場合、最大で5億人が死亡すると試算されている。
人から人へ感染するウイルスへと変異した場合の人体に対する毒性であるが、現状存在するインフルエンザウイルスとの遺伝子交雑で生まれた新型インフルエンザウイルスの場合、毒性は減少すると考えられている。しかし、ヒトインフルエンザウイルスと交雑せず、H5N1単体で突然変異を起こし、人への感染力を持った場合は、現状の強毒性を保ったままの可能性がある。これは、スペイン風邪とソ連かぜのウイルス型が同一（H1N1型）であったにもかかわらず、死者数に大きな違いがあったことの原因の一つではないかと考えられている。

## 畜産物からの感染
2025年、アメリカでは、飼い猫が生の鶏肉を使ったペットフードを食べたことで鳥インフルエンザの検査で陽性反応が出て死に至るケースが複数報告されている。日本の農林水産省は2004年（平成16年）3月9日、「鶏肉や鶏卵を食べることによって、人に感染したという事例の報告はない」と公表した。また、万一食品中にウイルスがあったとしても、食品を十分に加熱して食べれば感染の心配はないとし、「家きん肉は十分加熱して食べて下さい。未加熱または加熱不十分なままで食べることは、食中毒を予防する観点からもおすすめできません。」「家きん卵は、国内では、生で食べることを考えて生産されていますが、不安な方や体調の悪い方は、加熱（WHOの食中毒防止のための加熱条件：中心部70℃、瞬間）することをおすすめします。」と呼びかけた。

## ワクチン

### 鳥用ワクチン
鳥用ワクチンが開発されており、日本国内でも備蓄されている。しかし日本では、殺処分と移動制限だけでは感染拡大防止が困難である時に限って鳥インフルエンザワクチンの使用が認められ、予防のための使用は認められていない。また、ワクチンはウイルスの感染を完全には回避はできず、発症を抑えるものである。ワクチンの接種で発症や重症化を抑えることはできても、無症状鶏が少量ながらウイルスを排出し続ける。これによりさらなる拡散を招くことから、無計画なワクチンの使用はウイルスの常在化を招き、清浄化を困難にする原因になり得ると考えられている。よって、有効な撲滅法は、発生地点の5 - 10 km範囲のニワトリなどを直ちに摘発淘汰することだとされている。しかし、接種方法の工夫によりそれは回避できる。海外のワクチンを使用した地域ではウイルス撲滅に成功している。ニワトリからのウイルスの排出量が激減して流行を抑えられる可能性が高いため、養鶏業界からはワクチンの接種を認めるように求める声が高まった。
WOAHへの報告ベースで、2005年以降エジプト、ベラルーシ、インドネシア、ペルー、中国、ベトナム、メキシコなど22か国が高病原性鳥インフルエンザワクチンを使用した。さらに2002年から2010年までに、オランダ、フランス、イスラエルなどでも使用されている。ワクチン使用国のうち、中国、香港、インドネシア、ベトナム、エジプト、バングラディシュは高病原性鳥インフルエンザＨ５亜型のGs/GDに対するワクチンが恒常的に使用されている。
欧州での鳥インフルエンザ大発生を受け、2023年、フランスでは家禽へのワクチン接種活動がスタートした。食肉及びフォアグラ販売用である鴨飼養する農場に義務付けられ、2023年 - 2024年のワクチン接種活動期間に、約6,400万羽の鴨がワクチン接種を受けることになる。ワクチンで必ず防げるというわけではなく、ワクチンを接種した農場で2024年、鳥インフルエンザ発生が確認されている。フランスでは鳥インフルエンザ拡散抑制のための飼養密度低減、バイオセキュリティの遵守、サーベイランスを機能させた上で、ワクチンを追加のツールとして使用。同時期、オランダ、イタリア、ハンガリー、アメリカでも、試験的なワクチン接種が開始されている。2025年、鳥インフルエンザの発生増加を受け、ポーランドで家禽へのワクチン接種が義務化されると報じられた。

### ヒト用ワクチン
鳥インフルエンザウイルスが変異して人に感染する「新型インフルエンザ」が大流行した場合、一時的な対策としてウイルスの増加を抑制するノイラミニダーゼ阻害薬であるオセルタミビル（商品名タミフル）とザナミビル（商品名リレンザ）が有効であろうと期待されている。オセルタミビルはスイスのロシュ社、またザナミビルは英国のグラクソ・スミスクライン社 (GSK) でしか製造されていないため、現在、アメリカやヨーロッパなど世界中から需要が集中し、日本が確保するのは困難な状況である。
現状ではワクチンはまだ臨床試験の段階で、「プレパンデミックワクチン」と呼ばれている。河岡義裕東京大学医科学研究所教授が開発したリバースジェネティクス法により作られている。本来のワクチンの開発には「新型インフルエンザ」が発生してから、その株をもとに開発するため半年以上かかるといわれており、その間の対応の際に使用するものである。そのため「過労や寝不足を避ける」「手洗い・うがいをする」などの防衛策を日頃から徹底するしかない。
近年、これまで発生のなかった南米や南極大陸にも高病原性鳥インフルエンザが広まっていること、H5NI亜型の新たな変異株が発生し、ヒトへの感染事例が増えていること、2024年になって米国で乳牛への高病原性鳥インフルエンザ感染が広範囲に確認されたことなどを背景に、欧州委員会はパンデミックに備えてヒト用インフルエンザワクチンの何十万回分もの買い占めを行った。さらに、フィンランドでは毛皮や養鶏場の労働者などのヒトに対する鳥インフルエンザワクチン接種を世界で初めて開始した。

## 殺処分
1924年にOIE（現WOAH）が設立されて以降、診断で陽性が出れば全群を殺処分するという摘発淘汰戦略である。殺処分方法は二酸化炭素ガス、泡殺鳥機、畜舎の換気停止、などの方法がとられる。
二酸化炭素への暴露は家禽に対して嫌悪感があり、迅速な意識の喪失には至らず呼吸困難となる。泡殺鳥機による殺処分は、発泡剤と水を混ぜて泡を産出させ、家禽の気道を閉塞させて窒息死させる方法であり、人道的とは言えずアニマルウェルフェア上問題とされる。泡殺においては泡に窒素を含ませることで家禽の苦痛低下を図る方法がとられることもあるが、二酸化炭素ガス殺と同程度の動物福祉レベルだともされる。畜舎の換気停止は、畜舎の換気を停止させて家禽を熱死・窒息死に至らしめるもので、死に至るまでに225分かかることもあるため問題視されている。

## 世界的な流行

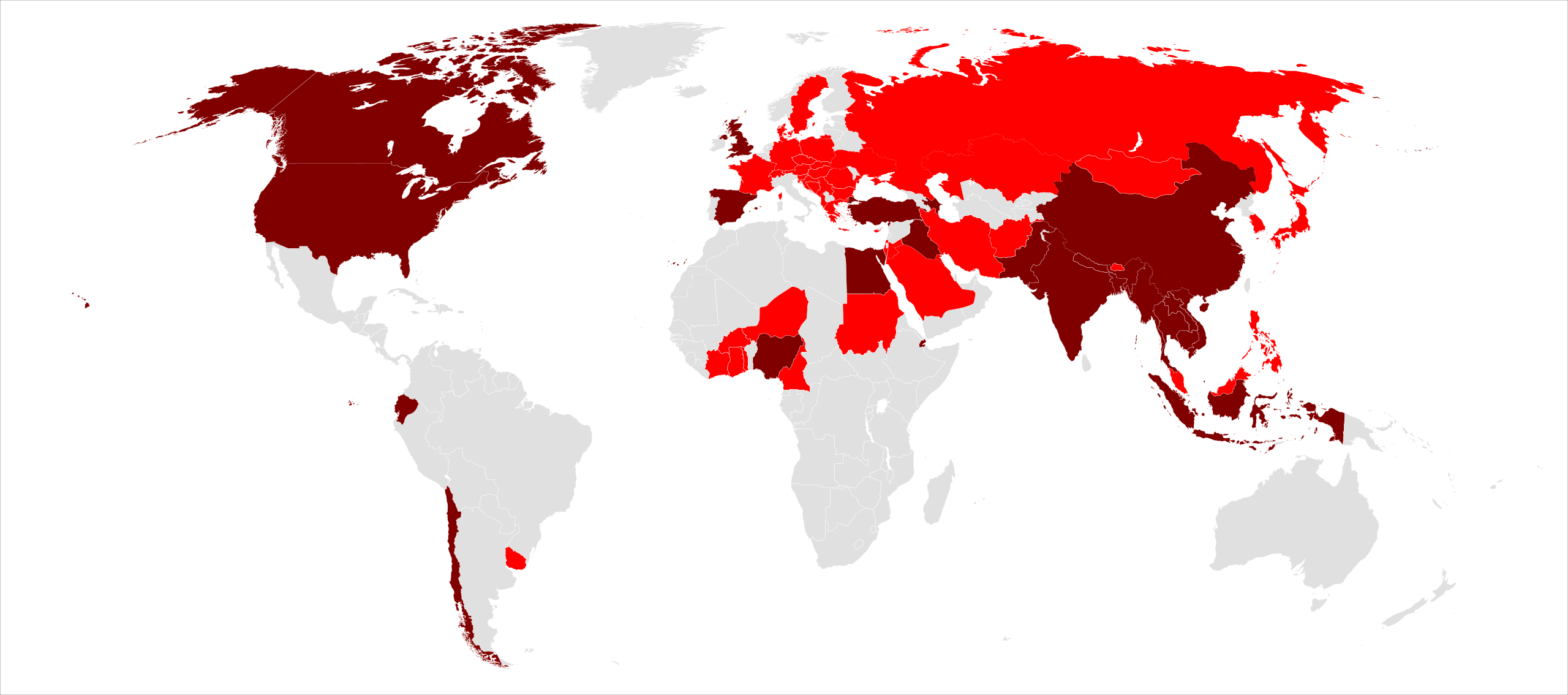
H5N1型の流行状況
■：家禽か野鳥が死亡
■：人と家禽か野鳥が死亡

1997年の香港でのHPAI（H5N1型）による死者発生の際には、直ちに香港全域の鶏淘汰の措置がとられ、パンデミックが回避された。

### WHO・FAO・OIE共同声明
3機関は2004年1月27日、アジアでの鳥インフルエンザについて「世界的な流行を引き起こす、非常に危険な人間の伝染病に変異する可能性がある」と警告する共同声明を発表した。
- WHO原文
- ProMED日本語20040128-0080

## 2005年 東南アジアで猛威振るう
2005年、東南アジアで猛威を振るっている高病原性鳥インフルエンザウイルスH5N1型が欧州でも相次ぎ確認され、世界的な危機が高まっている。世界保健機関の統計によると、東南アジア各国で11月までに鳥インフルエンザで62人が死亡している。また、アジアでは2003年後半以降、133人が高病原性鳥インフルエンザに感染し、68人が死亡している。

### 中国
中国では家禽の飼育数が150億羽近くもあり、世界の5分の1を占めている。また、中国では切り身の生肉だけではなく、ケージに入れられた鶏・鳩・ウズラ・アヒルが生きたままの状態でも売られている。
- 2005年5月に、青海省で渡り鳥6000羽余りが鳥インフルエンザで死んだほか、その年だけで5回にわたる家禽への鳥インフルエンザの感染があったため、厳重な警戒を強めた。
- 2005年10月には、内モンゴル自治区フフホト市、安徽省天長市、湖南省湘潭県で鳥インフルエンザが報告された。安徽省の24歳の女性が鳥インフルエンザに感染し、10月1日に発病し、発熱、肺炎の症状を示し、10月10日には死亡した。
- 中国東北部、遼寧省では10月下旬から鳥インフルエンザで鶏が大量に死んでいる。
- 2005年11月にも遼寧省、湖北省などで家禽がH5N1型の鳥インフルエンザに感染し、300羽から2500羽が死んでいる。感染地域周辺3キロの家禽3万1千羽-250万羽を処分して感染の拡大防止に努めた。また同月16日に湖南省と安徽省でそれぞれ1人、鳥インフルエンザの人への感染が確認された。中国政府は国内初の人への感染が確認されたことで鳥インフルエンザ対策をさらに強化した。
- 10月以降、鳥インフルエンザの家禽への感染拡大防止のためワクチン接種に力を入れた結果、約50億羽の家禽が免疫を持ったと中国農業省が2005年12月21日に発表した。
- 2006年までに、鳥インフルエンザの人への感染が広がり、これまで7人が感染し、3人が死亡している。
- 2007年11月から12月には、江蘇省南京市の父子が感染し、子が死亡した。父は子から感染したものであり、中国で初のヒトからヒトへの感染事例である。また父子は病死した家禽類との接触歴はなく、子の感染ルートは依然判明していない。衛生省当局は、父子と接触のあった約80人に異常が見られなかったため「今回の事態は既にコントロールしている」と強調している。
- 2013年3月、上海などで3人が感染しうち2人が死亡したH7N9亜型鳥インフルエンザウイルスは、南京市などでも新たに4人の感染が確認された。お互いの接触はなく独立して感染したとみられる。この猛毒型の鳥インフルエンザは、2012年まではヒトへの感染例はなかったため、最近になって豚などを通じてヒトに感染するように変異した可能性がある（H7N9鳥インフルエンザの流行）。

### 韓国
- 2006年11月19日から22日にかけて、韓国西部の全羅北道益山市の養鶏場で鶏約6000羽が死亡。22日夜に検査の依頼を受けた韓国国立獣医科学検疫院が強毒型鳥インフルエンザウイルスである可能性を指摘したが、発生農場の生き残った鶏のみが処分され、25日に同院が強毒型と確定を下した後も、周辺養鶏場15万羽の処分が始まったのは1週間後の12月1日で、12月11日に全羅北道のウズラ飼育場でも同型ウイルスが発見されるなど、拡散を防げなかったことが判明した。
- こうした緩慢な対応により（日本型の密閉撲滅作戦は鳥インフルエンザウイルス「疑い」の時点で開始される）、韓国でウイルスが蔓延しているとの見方[誰によって?]が強まった。韓国の鳥インフルエンザウイルスは地理的に渡り鳥を介して日本に侵入する可能性が高く、日本国内の養鶏場や家畜保健衛生所は警戒を強めている[107]。
- 2010年12月、再び強毒性のウイルスが発生した。

### ベトナム
ベトナムのメコン・デルタ地域が鳥インフルエンザの発生と人への感染が顕著である。同地域は、家族単位による多数のニワトリやアヒルの放し飼いが一般的で、広範囲に移動するため鳥インフルエンザウイルスが伝染しやすく、衛生管理が行き届かないため、家禽飼育の計画化や衛生管理の徹底が急務とされる。
- 2003年12月以来、3回の鳥インフルエンザの流行があり、合計5,000羽の家禽が殺処分された。人間への感染は91人、その内41人が死亡するなど、東南アジアの中では最大の死者が出ている。
- 今年[いつ?]冬の鳥インフルエンザの流行を想定して、夏から家禽へのワクチン接種を開始しているが、輸入が追いつかず、冬までずれ込むと予想された。また、820万人の感染を想定しているが、抗ウイルス薬の備蓄は約3 %に過ぎない。
- 2005年10月はじめから家禽にH5N1型鳥インフルエンザが発生した地域は8省2都市に広がった。バクリエウ省、ドンタップ省、バクザン省、クアンナム省、タインホア省、ハイズオン省、フンイエン省、ニンビン省の各省と首都ハノイおよびハイフォン市で鳥インフルエンザ感染が確認された。15の省・都市で9,600万羽に鳥インフルエンザのワクチン接種を終えている。またベトナム政府は、感染した家禽の処分では1羽に付き15,000ドン（約100円）を補償したが、農民からは少なすぎるとの声が上がっている。
- 2005年11月4日、ベトナム政府は都市と地方の市街地域、特にハノイとホーチミン市の市街地での家禽飼育を禁止した鳥インフルエンザ防止緊急対策を発表した。
- 2005年11月には、家禽に鳥インフルエンザに感染した地域は13の省・都市に広がった。新たに感染が見つかったのはクアンガイ省、ビンフック省、バクニン省の3省。
  - 11月19日、閣僚会議で家禽の鳥インフルエンザ発生地域は17省・都市に広がったと報告された。新たに発生したのは北部タイビン省。農業・地域開発省は10月はじめから17省・都市62県114村で発生し、約90万羽が処分されたと報告。北部各省で家禽の感染が拡大傾向にあるという。保健省はH5N1型ウイルスの人への感染が2003年12月の最初の患者発生以降、32省・都市で92件発生し、42人が死亡したと報告。10月24日以降は新たな患者は発生していない。
- 2006年8月16日、ベトナム保健省は、同国で今月、鳥インフルエンザによく似た症状で死亡した30代の2人の男性患者が、検査の結果いずれも高病原性H5N1型ウイルス陰性だったことが判明したことを受けて、鳥インフルエンザの新型ウイルスが存在する疑いがあるとして警戒を呼びかけた。また同省次官は、H5N1型ウイルスが検出されなかったのは、ウイルスの変異か遺伝子交換で新型ウイルスが生じた可能性があると述べた。ベトナム政府は、8月8日、鳥インフルエンザ対策とH5N1型ウイルスの対人感染予防対策の強化を指示した。
- 2007年2月13日、ベトナムの農業・地方開発相は、鳥インフルエンザを基本的に征圧したと発表した。

### インドネシア
インドネシアでも鳥インフルエンザウイルスが人にも感染し、死者が出ていることが知られていた。世界保健機関 (WHO) の協力で、2005年になって鳥インフルエンザでの死者が12月までに9人出ていることが分かった。
- 2005年12月に入って新たに8歳の少年と39歳の男性が、鳥インフルエンザで死亡したことが分かった。鳥インフルエンザによる死者は11人となった。世界保健機関の検査で確認された。
- 2006年5月に、北スマトラ州で同じ親族が相次いで鳥インフルエンザに感染して死亡した。世界保健機関 (WHO) が「限定的かつ非持続的なヒトからヒトへの感染」があったことを確認した。WHOにより確認されたのは初めて。WHOは今回のケースについては、H5N1型ウイルスの変異があったものの極めて軽微な変異であり、重大な懸念や警戒を発するに当たらないとの認識を示した。
- 2006年8月、インドネシア保健省は、新たに16歳の少年少女2人の死亡を確認した。

### ロシア
ロシアでは、モスクワ周辺で鳥インフルエンザの感染が確認されていたが、ウクライナでの公式確認は2005年12月までなかった。ウイルスが見つかった地域に非常事態宣言を発令し、政府がウイルスの詳しい調査や住民の健康診断などを実施した。
- 2005年12月に入り、クリミア半島で農家の鶏やガチョウの大量死が発生し、2,000羽以上が死んだという。
- 2007年2月17日、ロシア政府は、モスクワ近郊でH5N1型鳥インフルエンザの発生を確認したと発表した。ロシアでの鳥インフルエンザの発生は、この年に入って2度目となる。

### アメリカ合衆国
- 2005年12月10日、アメリカ合衆国政府は、鳥インフルエンザが流行した場合の対応を検討するため、レビット厚生長官、チャートフ国土安保長官、ペース統合参謀本部議長ら20人が参加して、初の机上演習を行った。

### 国際的な対策

#### 鳥インフルエンザ対策国際会議
世界の30カ国の政府高官による鳥インフルエンザ対策会議が、カナダのオタワで2005年10月25日から2日間の日程で開かれた。同会議では、感染発生や国連を初めとする国際機関の主導的役割の重要性を確認する全部で18項目の声明を発表した。同声明では、鳥からヒトへのウイルスの感染に関する研究推進や関連機関同市のネットワーク拡充を勧告している。
2006年ロシアのサンクトペテルブルクで開催されるG8サミット（主要国首脳会議）で、アジアを中心に広がる鳥インフルエンザへの対策を最優先課題とした。
イラワジ・チャオプラヤー・メコン経済協力戦略 (ACMECS) に参加するタイ、カンボジア、ラオス、ミャンマー、ベトナムの5カ国の首脳会議が、2005年11月1日から3日までタイのバンコクで開かれ、鳥インフルエンザ防止などで合意した。鳥インフルエンザ対策として、監視・対応システムの強化、家禽・家畜の監視、地域の監視即応ネットワーク、参加国間の情報交換で一致した。
世界保健機関 (WHO) が2005年11月7日から9日まで、鳥インフルエンザ対策の専門家会議をジュネーブで開いた。北半球が冬を迎え、渡り鳥の渡来などで世界的な感染拡大が懸念されるため、治療薬などの確保などの対策が話し合われた。また、アフリカ、南米など開発途上国で発生した場合の財政支援も課題に上った。米国が71億ドル（約8,200億円）の対策を打ち出している。

#### 国連食糧農業機関 (FAO) の警告
2005年11月29日、国連食糧農業機関 (FAO) は、鳥インフルエンザの人間への感染予防には家禽の間でのウイルス感染を防ぐことが重要であり、一部の感染国で行われている都市での野鳥駆除は鳥インフルエンザの予防として意味がなく、家禽の感染防止活動への注意をそらすものだと警告した。

#### 世界保健機関 (WHO) の中国への警告
2005年12月22日、世界保健機関 (WHO) の西太平洋地域事務局長は中国での感染の状況について、沈静化しつつあると見るのは時期尚早であり、人の感染がさらに出ても驚くには当たらないと警告し、中国側に対策を強化するように促した。また鳥インフルエンザに感染した鳥から採取した鳥インフルエンザウイルス（H5N1型）のサンプルが、中国から全く提供されていないことを明らかにした。

## 日本における鳥インフルエンザ

### 日本政府の鳥インフルエンザ対策
疫学的な面では厚生労働省・国立感染症研究所、養鶏関連などについては農林水産省、野鳥については環境省が主体となって、対応を行っている。しかしウイルスは渡り鳥（特に冬に日本に飛来して越冬するカモ科の鳥、すなわち水鳥）によって運ばれてくるため国内で発生を抑えるのは極めて困難である。
ブルセラ症や伝達性海綿状脳症 (BSE) と同じく、家畜伝染病予防法に基づく家畜伝染病の一つに指定されている。感染が確認され次第、都道府県知事の権限により殺処分命令が発せられ、これに基づいて殺処分が実施されることとなっている。また、発生養鶏場から半径数 kmから数十km圏内の他の養鶏場で飼育される鶏の検査と、未感染であることが確認されるまで鶏生体や鶏卵の移動を自粛する要請を行う。
- 2005年の鳥インフルエンザ世界的な広がりを受けて、日本政府は鳥インフルエンザ対策省庁会議を設けている。
- 2005年10月、第5回鳥インフルエンザ等に関する関係省庁対策会議を開いた。これまでは国内の鶏での発生対応が目的であったが、人から人へ感染する新型インフルエンザ発生の危機が高まっていることから、今後は人での発生も視野に入れ、政府を挙げて対応することになった。
- 2005年10月31日の、農林水産省の「高病原性鳥インフルエンザ感染経路究明チーム検討会」中間報告書は、茨城県内で確認されたウイルスが、過去に中米やメキシコやグアテマラで採取されたものと近い型であると指摘している。また農家が違法に未承認ワクチンを使用したことが、茨城県を中心に相次いでいる鳥インフルエンザ発生の原因とする確証が得られなかったとしている。
- 2005年11月30日、厚生労働省は自治体の感染症担当者会議を開き、新型インフルエンザの発生に備えて国の行動計画について説明した。
- 2006年5月30日の閣議で、H5N1型が指定感染症に定められた。公布は6月2日で施行は6月12日。これにより、H5N1型に感染および感染の疑いがあれば強制入院や就業制限が可能となった。施行期間は1年であり、1年に限り延長が可能となっている。
- 2008年5月12日施行の改正感染症予防法では、H5N1型鳥インフルエンザがSARSなどと並ぶ二類感染症となった（H5N1型以外の鳥インフルエンザは四類感染症）。
- 2009年度には、政府が目標としていたワクチン備蓄3,000万人分が達成された[108]。しかし鳥インフルエンザワクチンは使用期限が3年であるため、毎年期限切れのワクチンが発生する状態にあり、期限切れ廃棄前に希望者に接種すべきだとの意見もある[108]。
- 日本国内で鳥インフルエンザが発生した場合、農水省がスーパーマーケットなどの小売店の鶏肉・鶏卵売り場に「鳥インフルエンザの発生した地域との取引はない」旨の表示の調査・撤去要請（実際に取引がなくても撤去を要請する）など、風評被害を防ぐための措置を行っている[109]。

### 日本国内での鳥インフルエンザ発生状況

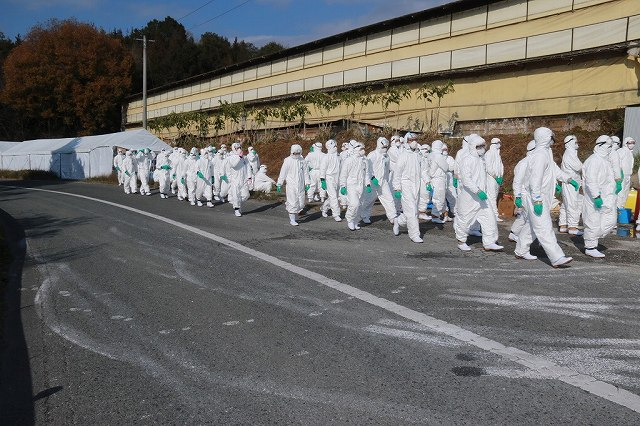
タイベックスーツを着て作業する

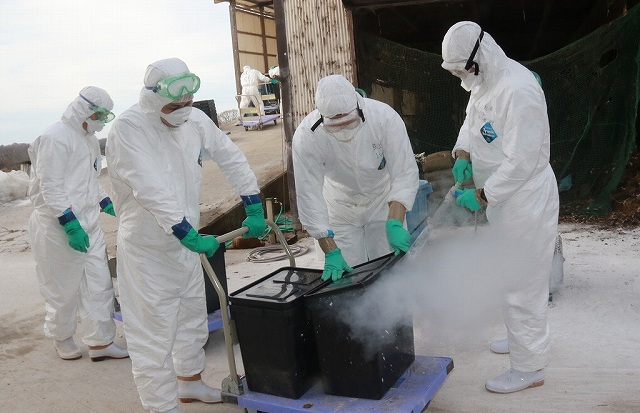
二酸化炭素を入れる

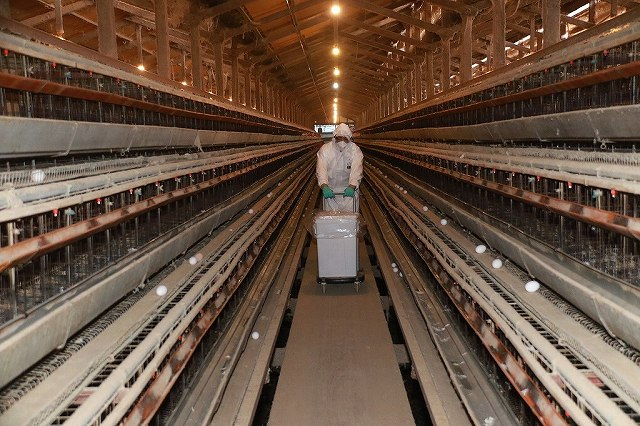
作業が終了した鶏舎

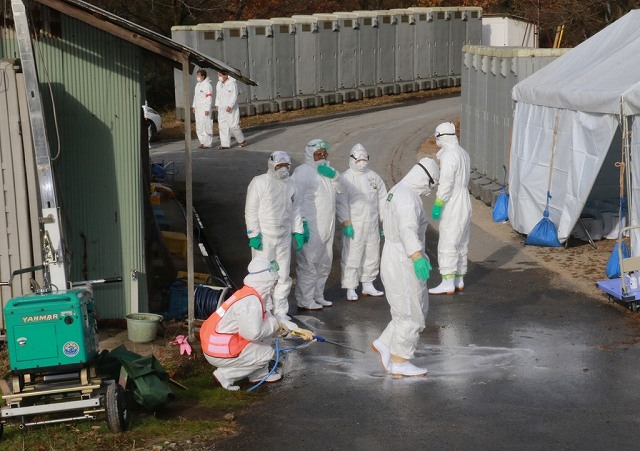
終了後は除染する。

2004年（平成16年）1月12日、1925年（大正14年）以来79年ぶりとなる高病原性鳥インフルエンザの発生が山口県で確認され、2月17日には大分県で2例目、ほかに岡山県、宮崎県などでも小規模な発生がみられていたが、ほとんど報道されていなかった。
同月、テレビ朝日などが日本初の感染と大々的に報じたのは京都府船井郡京丹波町の浅田農産だが、すでに、浅田農産では、これまでにない大量死を不審に思った社長が鳥インフルエンザであることを強く疑ったものの出荷が続けられ、謎の大量死が発生している旨の匿名電話の通報が保健所にあるまで創業会長の指示で隠蔽されたため、二次感染を招くほどの事態となった。しかし、この1例を除けば、迅速な密閉撲滅作戦により、いずれも小規模で終息し、国内での蔓延は免れた。これは日本独自の防疫手法で、ウイルス発生の疑いの段階で、処分・移動停止・畜舎や運送車の消毒が、家畜保健衛生所・民間の獣医師・農家、関係業者らの連携のもと一斉に行われる。鳥インフルエンザの他、2000年日本における口蹄疫も密閉撲滅作戦で鎮圧した。
- 2005年（平成17年）6月、茨城県および埼玉県で鳥インフルエンザウイルスが見つかったことから、農水省は全国的にウイルス感染状況の見直しを実施、茨城県から31か所の養鶏場でウイルス感染歴を示す抗体陽性反応が確認された。そこで全国的に各養鶏所の鶏数十羽から気管の粘液などを採取し、ウイルスの有無を2週間毎に計6回検査する監視プログラムを実施した。
- 2005年（平成17年）11月15日までに、茨城県の国内大手のイセファーム系列の採卵養鶏場（約77万羽）でウイルスが検出された。農水省の監視プログラムを実施した養鶏場から鳥インフルエンザウイルスが検出されたのは国内で初めてである。
- 2005年（平成17年）12月9日、茨城県で新たにH5型の抗体陽性が確認され、以前からの検査には検査材料を若い鶏からのみ採取していたことが発覚した。2005年12月までに茨城県の40養鶏場と埼玉県の1養鶏場において、鶏からウイルスが分離されるか、抗H5抗体陽性が確認された。分離されたインフルエンザウイルス株はグアテマラ株と近縁であり、A/ck/Ibaraki/1/2005(H5N2)と名づけられた。
- 2006年（平成18年）1月厚生労働省は、H5N2ウイルスがヒトに感染したことを公表した[113]。少なくとも13名の養鶏場従業員で、ペア血清のH5N2抗体価が4倍以上増加していた[114][リンク切れ]。
- 2007年（平成19年）1月、宮崎県新富町や日向市、岡山県高梁市の養鶏場などでH5N1型高病原性鳥インフルエンザウイルスが発見されたが、迅速な密閉撲滅作戦が展開され、周辺農家の家禽を殺処分した後に焼却した。2月23日に環境省は、先に挙げた宮崎県や岡山県で鳥インフルエンザが発生した養鶏場の付近半径約10キロで野鳥を捕獲し、ウイルス検査をしたところ陰性であったと発表した。これらの結果を受け、宮崎県の東国原英夫知事は3月1日に終息宣言を発表した。
- 2008年（平成20年）5月 秋田県や北海道でオオハクチョウの死骸から鳥インフルエンザウイルスが検出された。
- 2009年（平成21年）2月、愛知県豊橋市のウズラ農家で、日本では初となるH7亜型ウイルスが確認された。
- 2009年（平成21年）4月、日本獣医学会において、国内では哺乳類で初めてとなる野生のアライグマからのH5N1型高病原性鳥インフルエンザウイルスへの感染が発表された[115]。東京大学医科学研究所は個体間の感染ではなく、感染した鳥の死骸を食べて感染した可能性が高いことを指摘している[115]。
- 2010年（平成22年）11月、島根県安来市の養鶏場で鳥インフルエンザウイルスに感染した鶏13羽が死亡。高病原性ウイルスへの感染の疑いが強いとみられることから、同県はウイルス型の特定を前に当該養鶏場の鶏2万3000羽を殺処分することを決めた。ウイルス特定前の殺処分は日本初となる[116]。
- 2011年（平成23年）1月、愛知県豊橋市、宮崎県宮崎市・新富町、鹿児島県出水市の養鶏場で鳥インフルエンザ被害が相次ぐ。兵庫県伊丹市などでは野鳥の死骸から鳥インフルエンザの陽性反応が出た。
  - 宮崎県では鶏・牛・豚を合わせ1万1564戸の畜産農家に対し、農家に衛生管理を指導する家畜保健衛生所の獣医師が47人しかいないため、1人当たり246戸の農家を担当しており、担当者の負担が増大していることが農林水産省の統計で明らかになった[117][118]
- 2011年（平成23年）2月、山口県宇部市の常盤公園で鳥インフルエンザが確認され、宇部のシンボルとされた白鳥類350羽余りが殺処分された[119]。詳細は常盤公園の高病原性鳥インフルエンザを参照。
- 2016年（平成28年）11月、愛知県名古屋市の東山動物園で鳥インフルエンザが検出され、殺処分が行われた。
- 2016年12月16日、北海道上川郡清水町の養鶏場で、死亡鶏が増加したことをきっかけに、高病原性鳥インフルエンザ（H5N6亜型）の発生が確認された。家禽への感染例としては北海道内初の事例となる[120]。その後12月20日までに28万羽以上の殺処分と埋却を終え、翌年1月15日の午前0時をもって防疫措置が終了し終息した[121]。
- 2017年（平成29年）1月13日、兵庫県伊丹市の昆陽池公園で発見されたコブハクチョウの死骸1羽から、高病原性鳥インフルエンザ（H5N6亜型）が検出された[122]。その後の県の調査で、県が飼育するコブハクチョウ25羽のうち17羽が鳥インフルエンザで死亡したことが確認された[123]。
- 2017年（平成29年）1月14日、岐阜県山県市内の養鶏場で、ニワトリのヒナ約100羽が死んでいるのが発見され、県の調査でH5型鳥インフルエンザと確認された。県はこの養鶏場で飼育されているニワトリ約8万羽を殺処分した[124]。
- 2017年2月、佐賀県江北町の養鶏場で多数のニワトリが死んでいるのが発見され、県が検査した結果、調査した全てのニワトリからH5型鳥インフルエンザウイルスが検出された。これを受け県は当該の養鶏場および、同じ農家が運営するすべての養鶏場でニワトリの殺処分を実施した[125]。
- 2022年秋から2023年、日本全国に鳥インフルエンザが流行し、1600万羽超の鶏が殺処分となった[126]。卵、鶏肉などの価格が急騰した[127]。

### トキに与えた影響
日本と中国で鳥インフルエンザが流行したため相互に鳥の輸入が禁止され、近親交配の弊害を避けるため予定していた日本と中国でのトキの交換が延期された。また、万一のトリインフルエンザ発生による全滅などのリスクを分散させるため、2007年（平成19年）12月にトキ4羽（2つがい）が東京の多摩動物公園に移送され、非公開の下で分散飼育が開始された。

## 鳥インフルエンザの発生実態

### 1800年代
- 1874年： H3N8
- 1890年： H2N2 ロシア風邪

### 1900年代
- 1902年： H3N2
- 1902年：イタリア HPAI（H7N1型）
- 1922年：インドネシア HPAI（H7N7型）
- 1924年：日本 HPAI（H7N7型）
- 1934年：ドイツ HPAI（H7N1型）
- 1959年：イギリス・スコットランド HPAI（H5N1型）（ニワトリ）
- 1962年：南アフリカ HPAI（H5N3型）
- 1963年：イギリス・イングランド HPAI（H7N3型）（七面鳥）
- 1966年：カナダ・オンタリオ州 HPAI（H5N9型）（七面鳥）
- 1976年：オーストラリア・ビクトリア州 HPAI（H7N7型）（ニワトリ）
- 1979年：ドイツ H7N7
- 1979年：イギリス H7N7
- 1979年：カナダオンタリオ州 H5N3？
- 1983 - 85年：アメリカ・ペンシルベニア州 HPAI（H5N2型）（ニワトリと七面鳥）
- 1983年：アイルランド HPAI（H5N8型）（七面鳥）
- 1985年：オーストラリア・ビクトリア州 HPAI（H7N7型）（ニワトリ）

#### 1990年代
- 1991年：イギリス HPAI（H5N1型）（七面鳥）
- 1992年：オーストラリア・ビクトリア州 HPAI（H7N3型）（ニワトリ）
- 1993年：メキシコ H5N2
- 1994年：オーストラリア・クイーンズランド州 HPAI（H7N3型）（ニワトリ）
- 1994年：パキスタン HPAI（H7N3型）
- 1994 - 95年：メキシコ（H5N2、低病原性→高病原性、ニワトリ）。感染拡大後に高病原性に突然変異。
- 1996年：北海道 H5N4
- 1997年：オーストラリア・ニューサウスウェールズ州 HPAI（H7N4型）（ニワトリ）
- 1997年：イタリア H5N2
- 1997年：香港 HPAI（H5N1型、ニワトリ）。最初の人への感染（18人感染、うち幼児6人死亡）。
- 1999年：H9N2型が人へ感染（香港）
- 1999年3月：北イタリア（H7N1、低病原性→高病原性）。当初は低病原性で国の強権発動対策せず。しかし同年12月17日突然変異し高病原性型に。2000年4月までに1400万羽が感染。
  - その他、日本国内で1996年9月と12月に低病原性タイプと疑わしい事例が発生したが、ウイルスの分離特定はできなかった（H3型としている情報もある）。

### 2001年から2010年まで

#### 2001年
- 2001年5月、香港・マカオ・韓国で発生。HPAI（H5N1型）。香港で鶏大量死（120万羽処分）。

#### 2002年
- 2002年1月、米国ペンシルベニア州（H7N2型低病原性）
- 2002年2月、米国メーン州（H5N2型低病原性）
- 2002年2月、香港 HPAI（H5N1型）。中国福建省に旅行した香港人が感染、2人が死亡。
- 2002年、チリ HPAI（H7N3型）（ニワトリ）
- 2002年3月、米国バージニア州（H7N2型低病原性）で発生。
- 2002年4月、米国ノースカロライナ州で発生（H7N2型低病原性）
- 2002年5月、ウエストバージニア州（H7N2型低病原性）、テキサス州（H5N3型低病原性）
- 2002年8月、ニューヨーク州（H5型低病原性）
- 2002年9月、カリフォルニア州（H5N2型低病原性）
- 2002年10月、イタリアで発生（H7N3型低病原性）

#### 2003年
- 2003年2 - 4月、オランダ、ベルギー HPAI（H7N7型）。大流行。1000万羽以上処分。防疫従事者数十人が結膜炎に、十数人がインフルエンザ様症状示し、オランダの獣医師1名死亡。
- 2003年12月10日、香港政府ヒトへの感染例を公表（H9N2型）。5歳の少年、11月27日入院 2日後退院
- 2003年12月12日 - 、韓国 HPAI（H5N1型）。百数十万羽が死亡もしくは処分。
- 2003年12月 - 、ベトナムの養鶏場で流行中、10万羽以上死亡。HPAI（H5N1型）。
  - ベトナムの感染者は22人、死者は15人（3月10日現在）。内、人から人への感染の疑い例もあるが未検証。淘汰処分された鶏は200万羽以上。

#### 2004年
- 2004年1月、日本・山口県阿東町（現・山口市）の養鶏場で6千羽死亡。動物衛生研究所の分析により国内初のHPAI（H5N1型）が検出。2/18終息宣言。淘汰処理された鶏は計3万5千羽。
- 2004年1月16日、タイで、HPAI（H5N1型）による死者発生。人から人への感染の可能性があるが未検証。
  - タイの感染者は12人、死者は8人（3月17日現在）。ペット猫2匹死亡。動物園のヒョウ1匹死亡。
  - 2004年1月、台湾で、H5N2（弱毒性）発生。2月末までに約40万羽淘汰処分。
- 2004年1月26日、パキスタンのカラチ300万羽 (H7, H9)（ニワトリ）
- 2004年1月27日、WHO/FAO/OIE 共同声明（前掲）
- 2004年2月10日、デラウェア州（H7N2型）（ニワトリ）
- 2004年2月16日、ペンシルベニア州ランカスター郡（H2N2型）（ニワトリ）
- 2004年2月17日、大分県九重町で死んだチャボより、HPAI（H5N1型）確認。近年の国内2例目。
- 2004年2月16日、カナダブリティッシュコロンビア州 (H7)（ニワトリ）
- 2004年2月20日、テキサス州HPAI（H5N2型）（ニワトリ）
- 2004年2月27日、中国広西チワン族自治区南寧市の農場で200羽（アヒル）HPAI（H5N1型）。中国初めての公式報道、以後続々と報道
- 2004年2月 - 4月、京都府丹波町（現・京丹波町）の養鶏場で鶏13万羽超死亡。HPAI（H5N1型）。初期対応の不備で養鶏場外にも被害拡散。

- 2004年3月7日、メリーランド州 (H7)（ニワトリ）
- 2004年3月16日、中国終息宣言 16省など、49か所、900万羽処分
- 2004年3月16日、日本政府、総合対策を発表
- 2004年3月25日、南アフリカ、西ケープ州LPAI（H6型）
- 2004年3月26日、カナダブリティッシュコロンビア州（H7N3型）検査官に感染。バンクーバー東南東60kmアボッツフォード付近5農場、37万羽。
- 2004年8月18日、マレーシア農業省、感染確認。鳥の移動全面禁止。
  - 9月14日、マレーシア農業省、タイとの国境に近い州でH5型に感染した鳥見つかると発表。マレーシア保健省、26歳と8歳の兄妹、10歳の少女鳥インフルエンザ感染、隔離入院と発表。

#### 2005年
- 2005年6月16日、インドネシア南スラウェシ州で三十代の男性が鳥インフルエンザ（H5N1型）に感染していると診断されたことを同国保健省が明らかにした。
- 2005年6月26日、茨城県水海道市（現常総市）、H5N2型。
- 2005年7月20日、インドネシアの保健相は、ジャカルタ郊外で鳥インフルエンザ（H5N1型）で父娘3人が死亡したと発表した。
- 2005年8月12日、中国チベット自治区ラサ市郊外の養鶏場で、鳥インフルエンザ（H5N1型）発生。これまでに130羽が死んでいる。
- 2005年8月18日、埼玉県鴻巣市で過去に鳥インフルエンザに感染していた抗体を確認。茨城県水海道市のH5N2型と同じ可能性。埼玉県は、約9万8千3百羽処分。
- 2005年8月18日、ロシアのシベリア・ウラル（英語版）地方の36居住地区で鳥インフルエンザ（H5N1型）確認、さらに67地区で感染の疑い。飼育および野生の鳥が1万1千羽以上死に、感染防止のため12万1千羽以上を処分。
- 2005年8月26日、ベトナムニンビン省クックホン国立公園で死亡したジャコウネコの血液から鳥インフルエンザウイルスH5N1型が確認された。
- 2005年8月27日、茨城県小川町（現小美玉市）で鶏から鳥インフルエンザの抗体が確認された。H5型。
- 2005年10月17日、中国湖南省の9歳の少年が、鳥インフルエンザに感染し、10月10日に発病し、発熱、肺炎の症状があり、10月12日に退院したが、同少年の姉が同症状で10月17日に死亡した。抗体検査で陰性を示し確定に至っていない。
- 2005年10月19日、ロシアのトゥーラ州（モスクワから200キロ余りの南、ロシア欧州部）で鳥インフルエンザH5N1型のウイルス検出された。
- 2005年10月20日、タイで今年初めての死者が出た。死者の合計13人。
- 2005年10月23日、イギリスで死んだオウムから鳥インフルエンザウイルスH5N1型が検出された。
- 2005年10月24日、モスクワ南東約400 kmのロシア中部タンボブ州で鳥インフルエンザの発生が確認された。
- 2005年10月28日、ルーマニアの農業省は、モルドバとの国境付近でサギの死体から、毒性の強いH5N1型の鳥インフルエンザウイルスが検出されたと発表した。
- 2005年（平成17年）10月31日、茨城県は、小川町（現小美玉市）の採卵養鶏場で感染歴を示す陽性反応の鶏が見つかり、鶏の殺処分を命じたと発表した。県内で発覚した抗体、ウイルス検査での陽性反応は31か所目。
- 2005年11月3日、ベトナムのバクザン省で呼吸困難になった患者1人が、鳥インフルエンザ感染の疑いで隔離された。
- 2005年（平成17年）11月4日、農水省は、茨城県の養鶏場で、また新たに感染歴を示す抗体陽性の鶏が見つかったと発表した。同養鶏場の開放型鶏舎の18万羽に殺処分命令を出した。同県内で抗体陽性の鶏が見つかった養鶏場は32か所と広がった。
- 2005年11月4日、中国農業省は、同国東北部の遼寧省黒山県での鶏の大量死はH5N1型ウイルスによる鳥インフルエンザと発表した。鳥インフルエンザ発生の周辺で家禽約37万羽が処分された。
- 2005年11月5日、世界保健機関は、インドネシアで19歳の女性が鳥インフルエンザに感染し死亡したことを確認した。これで鳥インフルエンザ感染による同国の死者は5人となった。
- 2005年11月6日、中国衛生省は、鳥インフルエンザ（H5N1型）が発生した湖南省湘潭県で肺炎になった男女3人（うち1人死亡）について鳥インフルエンザに感染した可能性も考慮するとした。
- 2005年11月7日、ベトナム保健省が、ハノイでH5N1型鳥インフルエンザウイルス感染による死者が10月末に出たと発表した。
- 2005年11月10日、中国遼寧省北寧市の農村地帯でニワトリが鳥インフルエンザH5N1型に感染したと発表。
- 2005年11月10日、中国安徽省で、24歳の女性が鳥インフルエンザに感染し、11月1日に発病し、発熱、肺炎の症状を示し、死亡した。
- 2005年11月11日、クウェートで鳥インフルエンザに感染した渡り鳥のフラミンゴから高病原性のH5N1型ウイルスが検出されたことが明らかになった。ペルシャ湾岸地域で同型が見つかったのははじめて。中国でも湖北省京山県で家禽が鳥インフルエンザH5N1型に感染したことを発表した。
- 2005年11月13日、茨城県美野里町（現・小美玉市）の鶏から鳥インフルエンザウイルスが確認された。約8万羽の殺処分。
- 2005年11月17日、インドネシアで鳥インフルエンザにより新たに16歳と20歳の女性2人が死亡したことを世界保健機関が確認した。
- 2005年11月19日、カナダの中部マニトバ州で渡り鳥からH5N1型の鳥インフルエンザウイルスが検出された。このほか、ブリティッシュコロンビア州、ケベック州でもH5N2、H5N3、H5N9の各種のウイルスが渡り鳥から検出された。
- 2005年11月21日、ルーマニアのドナウ川デルタ地帯の村で家禽から毒性の強いH5N1型の鳥インフルエンザウイルスが検出された。10月にもH5N1型の鳥インフルエンザウイルスが検出されている。
- 2005年11月22日、ロシア南部のボルガ川デルタ地帯でH5型の鳥インフルエンザにより野生の白鳥約250羽が死んだ。アストラハニ近郊の地域が隔離された。
- 2005年11月23日、中国農業省は、新疆ウイグル自治区米泉市で家禽が鳥インフルエンザ（H5N1型）に感染し、15日からこれまでに2,064羽が死んだと発表した。感染のあった現場周辺の84,000羽を処分した。
- 2005年11月25日、中国農業省は、内モンゴル自治区北部の扎蘭屯市で鳥インフルエンザ（H5N1型）に感染した家禽が新たに発見されたと発表した。240羽の家禽餓死に、16,567羽が処分された。
- 2005年11月29日、茨城県は、同県美野里町（現小美玉市）の採卵養鶏場（9鶏舎）の鶏から新たにウイルスを検出したと発表した。同県内では10例目。
- 2005年12月3日、インドネシア保健局は、鳥インフルエンザ感染者の死亡が確認されたと発表した。同国では8人目。4日前に死亡したインドネシア人女性患者 (25) の感染を世界保健機関が確認した。
- 2005年12月3日、ウクライナ農業政策省は、クリミア半島の農村部で鳥インフルエンザウイルスが検出されたことを明らかにした。
- 2005年12月9日、茨城県は、同県小川町（現小美玉市）の採卵養鶏場（一鶏舎）でH5型の抗体陽性が新たに確認されたと発表した。
- 2005年12月12日、インドネシアの保健相は、11月に死亡し35歳の男性を世界保健機関が鳥インフルエンザに感染していたことを確認したと発表した。
- 2005年12月22日、インドネシアで新たに2人が鳥インフルエンザで死亡したことが、世界保健機関の検査で分かった。

#### 2006年
| 月日  | 型         | 国           | 種       | 規模 | 説明                                                           |
| ----- | ---------- | ------------ | -------- | ---- | -------------------------------------------------------------- |
| 1/3   | H5N1       | 中国         | ?        | ?    | 四川省大竹県で、鳥インフルエンザ（中国農業省発表）             |
| 1/5   | H5N1       | トルコ       | ヒト     | 2    | 1/1に14歳の少年、1/5に15歳の少女が死亡                         |
| 1/6   | ?          | トルコ       | ヒト     | 1    | 東部の病院11歳の少女死亡（トルコ3人目犠牲者）                  |
| 1/9   | ?          | トルコ       | ?        | ?    | 新たに鳥インフルエンザウイルスが検出（保健当局発表）。型不明。 |
| 4月   | H7         | イギリス     | ?        | ?    | ノーフォークで鳥インフルエンザ発生                             |
| 7/28  | H5N1型陰性 | ベトナム     | ヒト     | 1    | 南部キエンザン省、男性 (35) が発症入院、8月8日に死亡。         |
| 8/8   | ?          | インドネシア | ヒト     | 2    | 16歳の少年少女死亡（同国の44人目の死者）                       |
| 11/25 | H5N1       | 韓国         | ニワトリ | ?    | 全羅北道益山市の肉用鶏の種鶏場で高病原性鳥インフルエンザ発生   |

2007年
| 月日      | 型     | 国/地域    | 種             | 規模 | 説明 |
| --------- | ------ | ---------- | -------------- | ---- | --- |
| 1/5       | H5     | 中国香港   | シマキンパラ   | 1    | 新聞各紙、繁華街のコーズウェイベイ地区で、1羽の死骸から検出。渡り鳥から感染した疑い。 |
| 1/10      | H5N1   | 中国       | ヒト           | 1    | 安徽省の37歳の男性が感染（中国衛生省発表）。感染元は不明。男性は1/6日。 |
| 1/11      | H5N1   | 日本       | ニワトリ       | 750  | 宮崎県清武町（現宮崎市）の約12,000羽飼養のブロイラー種鶏（種卵生産用の親鳥）農場養鶏場で、約750羽の肉用鶏が死亡。H5N1亜型による高病原性鳥インフルエンザが原因（農水省発表）。2/7移動制限解除 。 |
| 1/20      | ?      | 韓国       | ニワトリ       | ++   | 忠清南道天安市で高病原性鳥インフルエンザによる鶏の大量死が確認された。 |
| 1/22      | H5N1   | 日本       | ニワトリ       | 243  | 宮崎県日向市の約53,000羽飼養のブロイラー養鶏場で、243羽の肉用鶏が死亡。高病原性鳥インフルエンザが原因（農水省発表） 、2/21移動制限解除。                                                        |
| 1/26 - 27 | H5亜型 | 日本       | ニワトリ       | 17   | 岡山県高梁市の約12,000羽飼養の採卵用養鶏場で、17羽の採卵用鶏が死亡。高病原性鳥インフルエンザが原因（農水省・農業・食品産業技術総合研究機構発表）、3/1移動制限解除。                             |
| 1/30      | H5N1   | 日本       | ニワトリ       | 23   | 宮崎県新富町の約93,000羽飼養の採卵用養鶏場で、23羽の採卵用鶏が死亡。（農水省・宮崎県発表）。清武町・日向市・岡山県高梁市同じタイプ 、3/1移動制限解除。                                          |
| 2月       | H5N1   | イギリス   | シチメンチョウ | 2500 | 飼育場で約2,500羽死亡 、日本の農水省、イギリスからの家きん・家きん肉等の輸入一時停止措置 。 |
| 2/10      | ?      | 韓国       | ニワトリ       | ++   | 京畿道安城市の養鶏場で高病原性鳥インフルエンザによる大量死。 |
| 2/17      | H5N1   | ロシア     | ？             | ？   | モスクワ近郊の2つの村で鳥インフルエンザの発生。 |
| 2/20      | H5N1   | パキスタン | ？             | ？   | イスラマバードのマルガザル動物園で、鳥が高病原性鳥インフルエンザウイルスに感染死。動物園閉鎖。                                                                                                  |
| 2/27      | H5N1   | タイ       | ヒト           | 1    | 北部の病院入院のラオスの少女 (15) が鳥インフルエンザに感染。（タイ保健省発表） |
| 3/4       | ?      | ラオス     | ヒト           | 1    | 鳥インフルエンザ感染女性 (42) が死亡。（WHO発表） |
| 3/18      | H5N1   | 日本       | クマタカ       | 1    | 熊本県相良村で1月4日に衰弱死。 |

#### 2008年
| 月日 | 型   | 国   | 種             | 規模 | 説明                                    |
| ---- | ---- | ---- | -------------- | ---- | --------------------------------------- |
| 4/28 | H5N1 | 日本 | オオハクチョウ | 1    | 秋田県十和田湖畔で4月21日に死亡・回収。 |
| 5/5  | H5N1 | 日本 | オオハクチョウ | 1    | 北海道野付半島で4月24日に死亡・回収。   |
| 5/10 | H5N1 | 日本 | オオハクチョウ | 1    | 北海道サロマ湖畔で5月5日に回収。        |

#### 2009年
| 月日 | 型       | 国   | 種     | 規模 | 説明 |
| ---- | -------- | ---- | ------ | ---- | --- |
| 2/27 | H7N6亜型 | 日本 | ウズラ | ?    | 愛知県豊橋市の採卵用ウズラ飼養農場の定期検査で、高病原性のものとしては日本では初となるH7型が検出 。3月1日、H7N6亜型と確定 。その後、周辺のウズラ飼養農場を調査の結果、3月4日に2件目（H7N6亜型）、3月10日に3件目（H7亜型）のウイルスが検出された 。5月11日、愛知県から終息宣言（移動制限措置などの解除）が出された。 |

#### 2010年
| 月日  | 型                     | 国   | 種       | 規模 | 説明 |
| ----- | ---------------------- | ---- | -------- | ---- | --- |
| 10/26 | H5N1型（強毒性）       | 日本 | カモ     | ?    | 北海道稚内市の大沼で採取された糞。環境省と北海道が北海道大学から26日の報告を受けて発表した。現地周辺で同トリインフルエンザウイルスによる野鳥の死亡は確認されていない。北海道大学が行っているカモの糞の調査で、今月14日に183検体のうち2検体から同インフルエンザウイルスが検出された。対策として、現地から10キロ以内の地域の監視を強化し、ハクチョウなどのガンカモ類の糞を採取し、検査する。さらに、北海道は25日同地域内の家禽農場1戸を立入調査し、異常のないことを確認済みである。また、稚内市は26日から、大沼への人と車の立入制限を行っている。 |
| 11/29 | H5N1亜型（強毒性）     | 日本 | ニワトリ | 35?  | 11月29日、島根県安来市の採卵鶏養鶏所 （成鶏2万羽、育雛3,300羽）でインフルエンザ簡易検査で5羽中3羽陽性反応。家畜保健衛生所で遺伝子検査を実施したところ、H5亜型であることを確認。12月2日、独立行政法人農研機構動物衛生研究所が、分離されたウイルスの遺伝子解析を実施した結果H5N1亜型（強毒タイプ）であることを確認される。また遺伝子解析の結果から、10月26日に北海道で野生のカモの糞から分離されたウイルスと、極めて近縁であることが明らかになる。12月27日午前0時、該当区域の清浄性が確認されたため移動制限解除。                                 |
| 12/18 | H5N1亜型（強毒タイプ） | 日本 | ナベヅル | 6?   | 鹿児島県出水市で12月18日に発見保護（20日に死亡、21日にH5N1亜型が判明）されたナベヅルを鳥取大学で詳細検査した結果H5N1亜型・強毒タイプと判明。 |

### 2011年
| 月日    | 型                     | 国   | 種                     | 規模  | 説明 |
| ------- | ---------------------- | ---- | ---------------------- | ----- | --- |
| 1/4     | H5N1型（強毒タイプ）   | 日本 | キンクロハジロ（野鳥） | ?     | 1月4日、福島県郡山市（豊田町浄水場）でキンクロハジロ死亡個体1羽を郡山市職員が回収。簡易検査は陰性。検体を国立環境研究所へ移送。5日、キンクロハジロ死亡個体2羽を郡山市職員が回収。簡易検査は陰性。検体を国立環境研究所へ移送。1月13日、4日の1羽および5日の1羽について、遺伝子検査は陽性と判明。北海道大学へ移送。19日詳細検査により、H5N1亜型陽性が判明し遺伝子配列により強毒性と確認される。 |
| 1/5     | H5N1亜型（強毒タイプ） | 韓国 | 家きん                 | 4500  | 全羅南道霊岩（ヨンアム）郡の農場で発生。発生件数1。飼育羽数14,500。発生羽数4,500。死亡数4,500。淘汰数10000。発生農場および発生農場から500m以内に存在する家きん農場での殺処分を実施。 |
| 1/6〜14 | H5N1亜型（強毒タイプ） | 韓国 | 家きん                 | 20297 | 京畿道、忠清南道、全羅南道での発生。発生件数23。飼育羽数702,820。発生羽数20,307。死亡数20,297。淘汰数682523。発生農場および発生農場から500m以内に存在する家きんは淘汰・埋却される。 |
| 1/12    | H5N1型（強毒タイプ）   | 日本 | ホシハジロ（野鳥）     | 1     | 12日、兵庫県伊丹市（瑞ヶ池）で死亡個体1羽を市職員が回収する。簡易検査は陰性。国立環境研究所における遺伝子検査は陽性。1月28日、鳥取大学における確定検査でH5N1亜型陽性・強毒タイプが判明。 |
| 1/14    | H5N1型（強毒タイプ）   | 日本 | キンクロハジロ（野鳥） | 1     | 14日、島根県松江市玉湯町の宍道湖（国指定宍道湖鳥獣保護区）で、キンクロハジロ死亡個体1羽を米子自然環境事務所職員が回収。21日、国立環境研究所で遺伝子検査した結果、陽性と判明し鳥取大学へ移送。25日、詳細検査により、H5N1亜型陽性が判明、遺伝子配列により強毒性と判断。（環境省発表は1/25） |
| 1/19    | H5N1型（強毒タイプ）   | 日本 | オオハクチョウ（野鳥） | 1     | 19日、北海道厚岸郡浜中町丸山散布（国指定厚岸・別寒辺牛・霧多布鳥獣保護区）オオハクチョウ1羽を浜中町役場職員が回収、環境省釧路野生生物保護センターに移送。同センターにおいて簡易検査の結果陽性。1月20日、北海道大学へ移送する。1月22日、詳細検査により、H5N1亜型陽性が判明、遺伝子配列により強毒性と判断。 |
| 1/22    | H5N1亜型（強毒タイプ） | 日本 | ニワトリ（家きん）     | ?     | 宮崎県1例目（宮崎市1例目）。宮崎県宮崎市佐土原町の種鶏養鶏場（約10,200羽）で、高病原性鳥インフルエンザの疑いがある鶏が見つかり、県が遺伝子検査を行った結果、「H5亜型」ウイルスの感染が確認されたと宮崎県が発表した。1月25日、独立行政法人農研機構動物衛生研究所が性状を検査した結果、N亜型はN1亜型であることが判明し、H5N1亜型（強毒タイプ）であることが確認される。 |
| 1/23    | H5N1亜型（強毒タイプ） | 日本 | ニワトリ（家きん）     | ?     | 宮崎県2例目。宮崎県児湯郡新富町の採卵養鶏場（約66,000羽・養鶏団地全体としては、採卵鶏約41万羽）で高病原性鳥インフルエンザの疑いがある鶏が見つかり、県が遺伝子検査を行った結果、6羽中5羽で「H5亜型」ウイルスの感染が確認される。 |
| 1/25    | H5N1亜型（強毒タイプ） | 日本 | カイツブリ（野鳥）     | 1     | 兵庫県伊丹市の瑞ヶ池公園で野鳥の死骸から鳥インフルエンザ陽性反応。28日、鳥取大学における確定検査においてH5N1亜型陽性・強毒タイプと判明する。 |
| 1/26    | H5N1亜型（強毒タイプ） | 日本 | ニワトリ（家きん）     | ?     | 25日午後、鹿児島県出水市高尾野町の採卵鶏養鶏場（約8,600羽）から死亡鶏増加の通報があり、簡易検査を行ったところ、9羽中8羽でA型インフルエンザ陽性であることを確認。26日未明、鹿児島県の家畜保健衛生所の遺伝子検査の結果、H5亜型であることが判明し、高病原性鳥インフルエンザ疑似患畜と確認。29日、独立行政法人農研機構動物衛生研究所が性状を検査した結果、N亜型はN1亜型であることが判明し、H5N1亜型（強毒タイプ）であることを確認。また、ウイルス遺伝子の一部を解析した結果、愛知県および鹿児島県のウイルスは、今般、宮崎県の家きんから分離されたウイルスなどと99%以上の相同性を持っていることが明らかとなる。 |
| 1/26    | H5N1亜型（強毒タイプ） | 日本 | オシドリ（野鳥）       | ?     | 1月26日、高知県仁淀川町で回収されたオシドリを簡易検査した結果、陽性反応がでる。31日、鳥取大学における確定検査においてH5N1亜型陽性・強毒タイプが判明。 |
| 1/27    | ?                      | 日本 | コガモ                 | ?     | 長野県小諸市で野生のコガモの死骸が簡易検査で鳥インフルエンザ陽性反応。高病原性かを調査中。 |
| 1/27    | H5N1亜型（強毒タイプ） | 日本 | ニワトリ（家きん）     | ?     | 宮崎県3例目（都農町1例目）。宮崎県児湯郡都農町大字川北の肉用鶏養鶏所（約10,000羽）から食鳥処理場に出荷された鶏に死鳥が多いため、食肉衛生検査所の獣医師が食鳥処理場の死亡鶏について簡易検査を実施したところ陽性となり、食鳥処理場の獣医師が、当該農場の生鶏について簡易検査を実施したところ陰性であった。その後、家畜防疫員が当該農場と食鳥処理場から採材し、改めて簡易検査を実施したところ、いずれも陽性となった。 |
| 1/27    | H5N1亜型（強毒タイプ） | 日本 | ニワトリ（家きん）     | ?     | 26日午前、愛知県より、死亡鶏が確認された豊橋市大岩町の採卵鶏養鶏場・約15万羽（成鶏12万羽、育成鶏3万羽）において、インフルエンザの簡易検査を行ったところ、5羽中4羽でA型インフルエンザ陽性と判明。27日未明、愛知県の家畜保健衛生所の遺伝子検査の結果、H5亜型であることが判明し、高病原性鳥インフルエンザの疑似患畜と確認。29日、独立行政法人農研機構動物衛生研究所が性状を検査した結果、H5亜型（高病原性鳥インフルエンザの患畜）の強毒タイプであることを確認。 |
| 1/28    | H5N1亜型（強毒タイプ） | 日本 | ニワトリ（家きん）     | ?     | 宮崎県4例目。宮崎県児湯郡川南町大字川南（3例目農場から南へ約8km）の肉用鶏養鶏場（92,000羽）において、インフルエンザの簡易検査を行ったところ、A型インフルエンザとの判定。死鳥の回収車両が第3例目農場と同一であり、簡易検査の結果および死亡鶏の状況等と併せ、高病原性鳥インフルエンザの疑いが極めて強いことから、遺伝子検査の結果を待たずに、疑似患畜と判定される。29日、遺伝子検査の結果、H5亜型陽性であることが判明。 |
| 1/28    | H5N1亜型（強毒タイプ） | 日本 | ニワトリ（家きん）     | ?     | 宮崎県5例目。宮崎県延岡市北川町川内名（3例目農場から北へ約60km）の肉用鶏養鶏場（6,600羽）において、インフルエンザの簡易検査を行ったところ、A型インフルエンザとの判定。死亡羽数の増加はわずかであるため、遺伝子検査を実施。29日未明、宮崎県の家畜保健衛生所による遺伝子検査の結果、H5亜型陽性であることが判明。高病原性鳥インフルエンザの疑似患畜と判定される。 |
| 1/30    | H5亜型（強毒タイプ）   | 日本 | ニワトリ               | ?     | 宮崎県6例目。宮崎県児湯郡高鍋町の肉用鶏養鶏場（約40,000羽）より過去数日間の2倍程度の死亡鶏が確認されたとの通報を受け、インフルエンザの簡易検査を行ったところ、A型インフルエンザ陽性が確認される。31日未明、宮崎県の家畜保健衛生所による遺伝子検査の結果、H5亜型陽性であることが判明。独立行政法人農研機構動物衛生研究所が性状を検査した結果、6例目についてはH5N1亜型（強毒タイプ）であることが確認。 |
| 1/31    | H5N1亜型（強毒タイプ） | 日本 | オシドリ（野鳥）       | ?     | 1月31日長崎県長崎市宮崎町の川原大池で回収され、長崎県の中央家畜保健衛生所での遺伝子検査の結果のH5亜型、H7亜型の遺伝子が検出されなかった検体で再度、同所で農林水産省からの技術的助言もと2月4日に別の検査方法で再検査を行った結果、H5亜型の遺伝子が検出。2月6日、鳥取大学における確定検査においてH5N1亜型陽性・強毒タイプが判明する。 |
| 2/1     | H5N1亜型（強毒タイプ） | 日本 | ニワトリ（家きん）     | ?     | 宮崎県7例目（宮崎市2例目）。2月1日午後、宮崎県宮崎市高岡町の肉用鶏養鶏場（約190,000羽）より過去数日間の2倍程度の死亡鶏が確認されたとの通報を受け、インフルエンザの簡易検査を行ったところ、A型インフルエンザ陽性が確認される。2月1日深夜、宮崎県の家畜保健衛生所による遺伝子検査の結果、H5亜型陽性であることが判明。2月6日、独立行政法人農研機構動物衛生研究所が検査した結果、H5N1亜型（強毒タイプ）であることが確認される。 |
| 2/2     | H5N1亜型（強毒タイプ） | 日本 | ニワトリ（家きん）     | ?     | 2日午後、大分県大分市宮尾の採卵鶏養鶏場（約8,100羽）より過去数日間の2倍程度の死亡鶏が確認されたとの通報を受け、インフルエンザの簡易検査を行ったところ、A型インフルエンザ陽性が確認される。2月2日深夜、大分県の家畜保健衛生所による遺伝子検査の結果、H5亜型陽性であることが判明。2月8日、独立行政法人農研機構動物衛生研究所が検査した結果、H5N1亜型（強毒タイプ）であることが確認される。 |
| 2/4     | H5亜型（強毒タイプ）   | 日本 | ニワトリ（家きん）     | ?     | 宮崎県8例目。2月4日昼、宮崎県西臼杵郡高千穂町岩戸のブロイラー養鶏場（約40,000羽）より過去数日間の2倍程度の死亡鶏が確認されたとの通報を受け、インフルエンザの簡易検査を行ったところ、A型インフルエンザ陽性が確認される。2月5日未明、宮崎県の家畜保健衛生所による遺伝子検査の結果、H5亜型陽性であることが判明しました。2月8日、独立行政法人農研機構動物衛生研究所が性状を検査した結果、H5亜型（強毒タイプ）であることが確認される。 |
| 2/5     | H5亜型                 | 日本 | オシドリ（野鳥）       | ?     | 2月1日、延岡市北川町で回収した死亡野鳥（オシドリ）について、ウイルス分離を実施したところ、A型インフルエンザウイルスが分離され、分離ウイルスの遺伝子検査により2月5日午前11時頃H5亜型と判明する。 |
| 2/5     | H5N1亜型（強毒タイプ） | 日本 | ニワトリ（家きん）     | ?     | 宮崎県9例目（都農町2例目）宮崎県児湯郡都農町大字川北の肉用鶏養鶏所（96,000羽）で死亡羽数増加（2月4日に35羽→2月5日に約150羽の死亡の確認）の連絡があり、宮崎家畜保健衛生所で簡易検査を実施したところ4羽中4羽が陽性となった。同日、宮崎家畜保健衛生所で遺伝子検査を実施したところ午後8時頃、4羽中4羽でH5亜型と判明する。 |
| 2/5     | H5N1亜型（強毒タイプ） | 日本 | ニワトリ（家きん）     | ?     | 宮崎県10例目。宮崎県東臼杵郡門川町大字川内の肉用鶏養鶏所（30,000羽）で死亡羽数増加（2月4日に33羽→2月5日に約200羽の死亡の確認）の連絡があり、宮崎家畜保健衛生所で簡易検査を実施したところ7羽中7羽が陽性となった。宮崎家畜保健衛生所で遺伝子検査を実施したところ2月6日午前0時頃、4羽中4羽でH5亜型との結果がでる。 |
| 2/6     | H5N1亜型（強毒タイプ） | 日本 | ニワトリ（家きん）     | ?     | 宮崎県11例目（宮崎市3例目）。2月6日夜、宮崎県宮崎市高岡町内の肉用鶏養鶏所（約33,000羽）で死亡羽数増加。宮崎家畜保健衛生所でA型インフルエンザの簡易検査を行ったところ陽性が確認される。7日、宮崎県の家畜保健衛生所による遺伝子検査の結果、H5亜型陽性であることが判明。疑似患畜と判定される。 |

### 2013年
台湾でH6N1亜型に属するインフルエンザの発生が確認された。
12月17日、中国江西省の衛生当局は、12月6日に肺炎で亡くなった南昌市の73歳女性から、H10N8型の鳥インフルエンザウイルスが検出されたと発表した。H10系列の人間への感染は初めて。

### 2014年
韓国全羅北道高敞郡（ドンリム貯水池は確認済み）と扶安郡のアヒル農場からH5N8亜型が検出され、2万羽が殺処分された。H5N8の検出は、韓国で初めてである。（H5N8の人間への感染例は今までのところ歴史上にない。）
- 1月8日にはカナダで初めてのH5N1インフルエンザウイルスによるヒトの死亡事例が報告された。この患者は家禽におけるH5N1インフルエンザウイルスの流行が認められている中国からの帰国者である。南北のアメリカ大陸でヒトのH5N1患者が報告されたのはこの事例が初めてであり、また、カナダでは家禽におけるH5N1インフルエンザウイルスの流行がないため、H5N1インフルエンザウイルスが家禽で流行していない国でH5N1インフルエンザウイルスの感染患者が発生した初めての事例でもある[165]。
- 1月25日江西省南昌市でH10N8の史上2人目の感染者が確認された。
- 1月22日、韓国でH5N8に感染している農場が8か所確認された。

### 2023年
- 8月、アルゼンチンの大西洋沿岸で、多数のアシカが鳥インフルエンザに感染して死んでいること明らかになった[166]。

### 2024年
- 6月、鳥インフルエンザウイルスの「H5N2型」にヒトが感染した事例が世界で初めて確認されたとWHOが発表した。患者はメキシコに住む59歳の女性で、基礎疾患があり4月24日合併症のために死亡した[167][168][169]。